# Spółgłoska zwarta ejektywna dwuwargowa
Spółgłoska zwarta ejektywna dwuwargowa – rodzaj dźwięku spółgłoskowego występujący w językach naturalnych. W międzynarodowej transkrypcji fonetycznej IPA oznaczanej symbolem: [pʼ]

## Artykulacja

### Opis
W czasie artykulacji podstawowego wariantu [pʼ]:
- modulowany jest prąd powietrza powstały w wyniku ruchu krtani do góry przy zwartych wiązadłach głosowych, czyli artykulacja tej spółgłoski wymaga inicjacji krtaniowej i egresji,
- tylna część podniebienia miękkiego zamyka dostęp do jamy nosowej, prąd powietrza uchodzi przez jamę ustną
- prąd powietrza w jamie ustnej przepływa ponad całym językiem lub przynajmniej powietrze uchodzi wzdłuż środkowej linii języka
- dolna warga kontaktuje się z górną wargą tworząc zwarcie. Dochodzi do całkowitego zablokowania przepływu powietrza przez jamę ustną i nosową. Ruch krtani do góry powoduje wzrost ciśnienia i w efekcie do przerwania utworzonej blokady i wybuchu (plozji)
- pozycja języka i ust może zależeć od kontekstu, w jakim występuje głoska.
- wiązadła głosowe są zwarte i nie drgają periodycznie, spółgłoska ta jest bezdźwięczna

### Przykłady
- w języku czeczeńskim:   п1елг / phelg [pʼjelg] "palec"
- w języku lakota: p'o [pʼo] "mglisty"